# Caranx latus
Caranx latus es una especie de peces de la familia Carangidae en el orden de los Carangiformes.

## Morfología
Los machos pueden llegar alcanzar los 101 cm de longitud total y los 13,4 kg de peso.
Caranx latus, conocido por sus ojos proporcionalmente grandes, tiene comúnmente de 8 a 9 espinas en su aleta dorsal y 20 a 22 radios dorsales. La aleta anal contiene de 2 a 3 espinas y 16 a 17 rayos. Las aletas pectorales no tienen puntos, aunque pueden tenerlos en sus opérculos. Su aleta caudal es de color amarillo brillante, mientras que la aleta caudal del jurel común tiene un tono ligeramente más oscuro. Los especímenes más jóvenes tienen grandes barras oscuras en sus cuerpos.
Aunque el Caranx latus adulto comúnmente nada en pequeñas y grandes bancos, ya sea de una sola especie o en combinación con el jurel común, también es conocido por nadar en pareja con especies drásticamente diferentes, tales como el Halichoeres radiatus.

## Distribución geográfica
Se encuentra desde las  costas del  Atlántico occidental (desde Nueva Jersey - Estados Unidos -, Bermuda y el norte del Golfo de México hasta São Paulo - Brasil -) y el  Atlántico oriental.
Caranx latus habita en mar abierto, aunque también se le puede encontrar en los arrecifes, mientras que a los más jóvenes se les puede encontrar cerca de las costas, en fondos arenosos o fangosos. Se encuentra generalmente en aguas saladas de hasta 140 m de profundidad, aunque también puede penetrar en aguas salobres y vivir en las desembocaduras de algunos ríos.

## Reacción a buzos
Caranx latus suele desconfiar de los buzos y tiende a alejarse lentamente si estos se acercan. Sin embargo, se ha conocido de bancos de estos peces que nadan alrededor, atraídos aparentemente por las burbujas que exhalan.